# Николаус II (Текленбург)
Николаус II фон Текленбург (на немски: Nikolas II von Tecklenburg; † 1426) е от 1388 г. до 1426 г. граф на Текленбург.

## Биография
Той е единственият син на граф Ото VI фон Текленбург († 1388) и съпругата му Аделхайд († ок. 1392), наследничка на господство Реда, дъщеря на Бернхард V фон Липе и на Рихарда фон Марк. Брат е на Хедвиг фон Текленбург († 1417), омъжена ок. 1391 г. за Гизберт от Бронкхорст († 1409).
Той води 1400 г. битки против епископите на Мюнстер и Оснабрюк и губи територии в полза на епископа на Мюнстер Ото IV фон Хоя.

## Фамилия
Николаус II се жени за Елизабет (Анна) фон Мьорс († 1430), дъщеря на граф Фридрих III фон Мьорс (1354 – 1417). Те имат децата:
- Ото VII († сл. 1452), граф на Текленбург (1426 – 1452)
- Аделхайд (* ок. 1390), омъжена ок. 1416 г. за граф Вилхелм фон Берг-Равенсберг (1382 – 1428)